# Benigna de Watteville
Benigna de Watteville, född 28 december 1725, död 11 maj 1789, var en amerikansk bildningspionjär.
Hon tillhörde herrnhutarnas församling. Hon grundade Bethlehem Female Seminary år 1742 i den herrnhutiska församlingen i Germantown, vilken var den första flickskolan i det nuvarande USA efter den 1727 grundade ursulinernunnornas klosterskola i New Orleans; den följdes av fler skolor grundade av herrnhutarna. Hon organiserade om skolan 1748 för att utvidga dess förmåga, och öppnade den 1784 för elever utanför församlingen. 